# Milchschaum

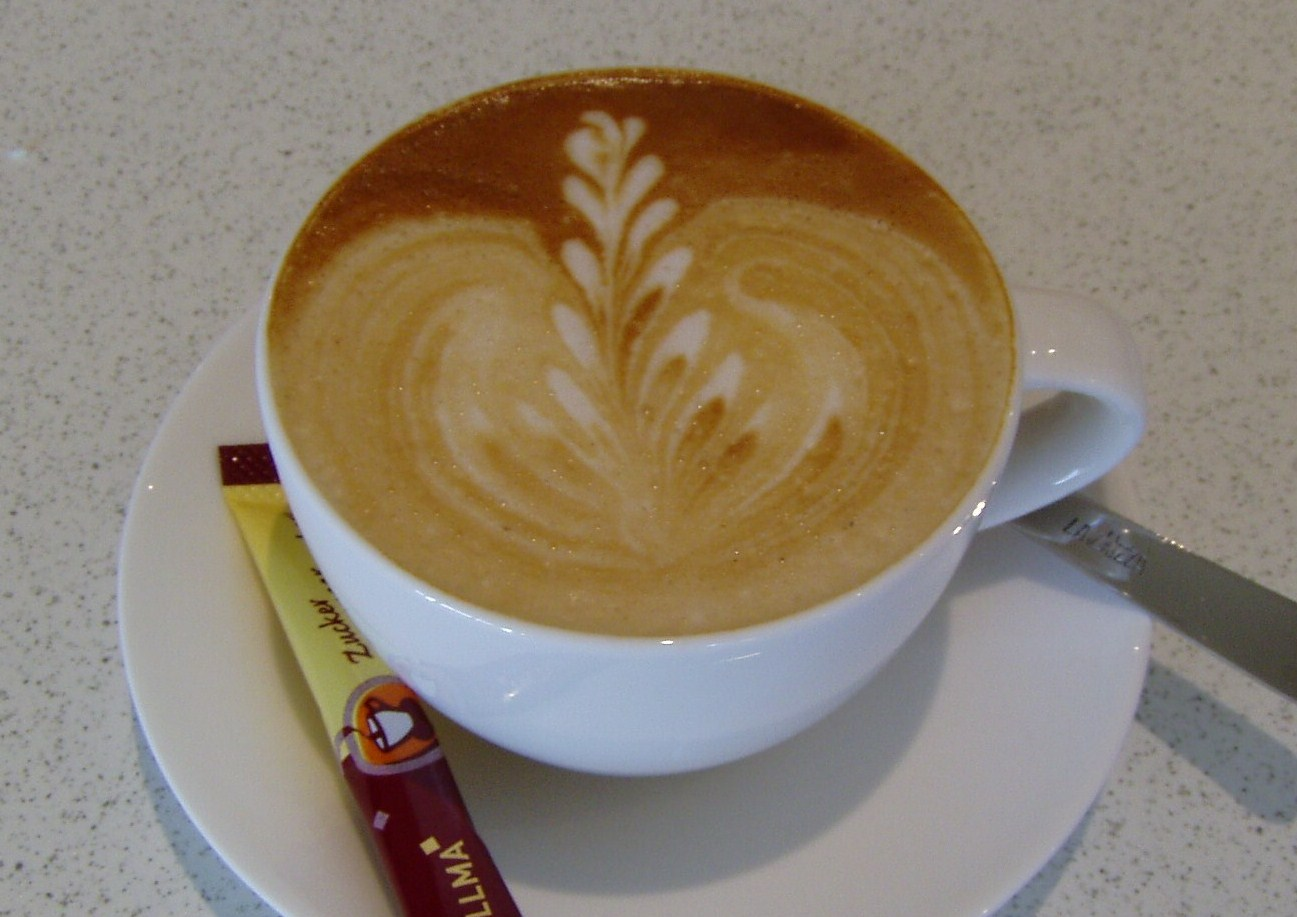
Cappuccino mit Milchschaum-Dekor „Blume“

Milchschaum wird für Kaffeegetränke verwendet, auch um Milchkunst als Dekor darzustellen. Er entsteht durch das Aufschäumen von Milch, wobei deren Proteine und Fette Strukturen bilden, die Luftbläschen umschließen.
Eine weit verbreitete Annahme, dass Milchschaum möglichst fest sein müsse, ist vermutlich auf den Vergleich mit der Konsistenz von Schlagsahne zurückzuführen.

## Entstehung

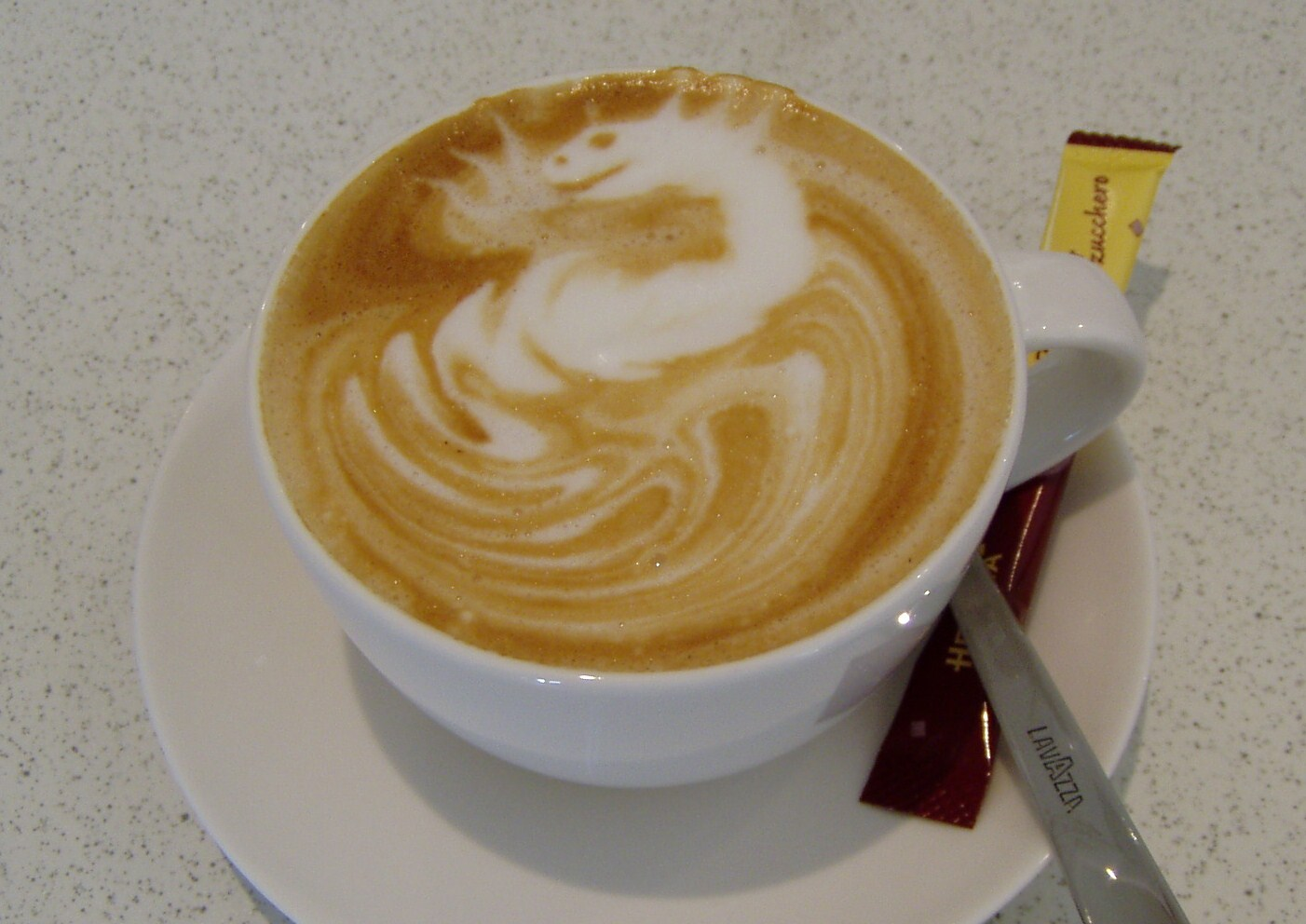
Cappuccino mit Milchschaum-Dekor „Drache“ (Latte Art)

Bei der Zubereitung von Milchschaum für verschiedene auf Kaffees, insbesondere Espresso basierende Getränke wie Latte macchiato oder Cappuccino wird Milch mit Luft durchmischt. Die Porengröße des Schaumes ist außer vom Fettgehalt und der Temperatur der Milch auch von der Dauer der Zubereitung abhängig. Durch Kontrolle dieser Parameter variiert man die chemischen Gleichgewichte in der Emulsion. Es gibt verschiedene Geräte zur Milchschaumherstellung, neben elektrischen und mechanischen Milchaufschäumern noch zwei verschiedene Systeme bei Kaffeevollautomaten, Pannarello und Cappuccinatore. Espressomaschinen haben in der Regel eine Dampfdüse zum Aufschäumen von Milch.
Zur Schaumbildung wird eine geringe Oberflächenspannung benötigt. Milch ist eine Emulsion aus Fett und Wasser, die durch Emulgatoren Lecithine stabilisiert wird. Tierische Emulgatoren wirken im Temperaturspektrum der Körpertemperatur der Produzenten. Sojalecithine haben ein breiteres Wirkungsspektrum. Die Emulgatoren halten die Proteine und Fettanteile der Milch in der Emulsion. In Rohmilch sind viele Fetttröpfchen so groß, dass sich ein Teil des Fettes trotz der Emulgatoren zusammenschließt und sich als Rahm an der Oberfläche absetzt. Daher wird Milch in den Molkereien nochmals homogenisiert.
Wird die Milch erhitzt, gerinnen die Proteine, die durch die Emulgatoren in der Suspension gehalten werden, und es bildet sich eine Haut. Damit stehen pro Fettanteil mehr Tenside zur Verfügung, weil die Proteine ab 40 °C durch Verklumpen zerstört werden, und es kann sich stabiler Schaum bilden.
Bei sehr kalter Milch ist man nahe der Erstarrungstemperatur der ungelösten Fette und es entsteht ein Überschuss an Emulgatoren, der die Proteine bindet.

### Verwendete Milch
Verantwortlich für die Bildung des Milchschaumes sind die in Milch enthaltenen Proteine, dabei spielt der Fettgehalt der Milch eine Rolle. Außerdem begünstigt homogenisierte Milch das Ergebnis. Der Fettgehalt der Milch sollte wenigstens 1,5 % betragen. Ein höherer Fettgehalt als 3,5 % begünstigt das Entstehen und die Stabilität des Schaumes und führt insgesamt zu einer cremigeren Konsistenz. Bei pflanzlichen Drinks fördern erhöhte Hefe- und Sojaanteile die Schäum- und Schwimmfähigkeit. Reislastige Milch hingegen ist süßer und trägt im Allgemeinen den Espresso nicht. Sie lässt sich aber normal schäumen.
Beim Aufschäumen mit einem thermischen Verfahren sollte mit möglichst kalter Milch begonnen werden und die Temperatur des Schaumes während des Vorgangs etwa 60 °C nicht überschreiten. Bei zu heißer Milch gerinnen die Proteine.